# Автроил (эсминец)
«Автроил» (с 2 января 1919 — эст. Lennuk; с 23 августа 1933 — исп. Almirante Guise) — эскадренный миноносец типа «Изяслав», построенный по программе «усиленного» судостроения на 1913—1917 годы и принадлежавших к числу эскадренных миноносцев типа «Новик».
Своё наименование получил от предыдущих кораблей Балтфлота, оно восходит к шведскому гребному фрегату «Автроил» — захваченному в 1789 году и по-шведски называвшемуся «Аф Тролле» («Af Trolle», возможно получено в честь генерал-адмирала Георга Германа (или Хенрика) из Тролле).

## История
Акционерное общество либавских железоделательных и сталелитейных заводов в Ревеле(современный Таллин) начало сборку эсминца на стапеле 27 октября 1913 года. Спущен на воду 31 декабря 1914 года, предъявлен к испытаниям 18 мая 1917 года. 30 июля 1917 года вошёл в состав 13-го (бывшего 3-го) дивизиона минной дивизии Балтийского флота. В апреле 1917 года на «Автроил» было установлено 5-е 102-мм орудие, в августе того же года эсминец получил зенитное вооружение — одну 63-мм зенитную пушку.
В сентябре — октябре 1917 года «Автроил» участвовал в Моонзундской операции, во время которой получил три попадания 88-мм снарядами. Экипаж перешёл на сторону Советской власти 25 октября 1917 года. В зиму 1917—1918 годов базировался на базе в Гельсингфорс (современный Хельсинки), в период с 10 по 19 апреля 1918 года в составе 5-го эшелона участвовал в «Ледовом походе» Балтийского флота в Кронштадт. В ноябре 1918 года корабль вошёл в состав действующего отряда кораблей (ДОТ), в ноябре — декабре выполнял прикрытие минных постановок в районе Кронштадта; неоднократно выходил для разведки побережья Эстонии и района Ревеля.
24 декабря 1918 года «Автроил» был включён в состав Отряда судов особого назначения. 26 декабря корабль вместе с эсминцем «Спартак», на борту которого находился член РВС Балтийского флота и РВС Республики Ф. Ф. Раскольников, вышел для проведения разведки и обстрела английских судов в Ревеле; на следующий день в районе плавучего маяка Ревельстейн у острова Мохни (Экхольм) эсминцы были перехвачены отрядом английских кораблей, состоящим из двух крейсеров и 4 эсминцев, и предприняли попытку отхода, но были отрезаны ещё одной группой английских кораблей в составе крейсера и двух эсминцев. После первых же выстрелов противника «Автроил» сдался в плен, так и не произведя ни единого ответного выстрела, после чего был отведён англичанами в Ревель. На корабле сдались в плен 7 офицеров и 138 матросов. 2 января 1919 года эсминец был передан Эстонии, которая зачислила его в состав своих военно-морских сил, переименовав «Автроил» в «Леннук» («Lennuk»). 3 января и 4 февраля 1919 года по приказу Й. Питка, в то время капитана, на острове Найссаар были расстреляны соответственно 15 и 12 моряков с российских миноносцев «Спартак» и «Автроил», захваченные британской эскадрой в боях. Командир «Автроила» В. А. Николаев, минный офицер, главный механик и несколько членов команды выразили согласие перейти на службу в ВМС Эстонии и были зачислены в них.
На протяжении 1919 года «Леннук» совместно с английскими кораблями активно действовал против кораблей ДОТа и войск Красной Армии. После окончания Гражданской войны в России и заключения Тартуского мира корабль с сокращённым составом команды преимущественно стоял в порту, до того как в 1933 году был переведён в резерв. 30 июня 1933 года «Леннук» был продан Перу и вошёл в состав её ВМС с новым наименованием — исп. Almirante Guise («Адмирал Гиссе»). В сентябре 1933 — июле 1934 годов совершил переход из Таллина в Перу. В годы Второй мировой войны занимался патрулированием побережья Перу. В ноябре 1947 года «Альмиранте Гиссе» был разоружён, а в мае 1949 года продан на слом одной частной фирме.

## Командиры
- Алеамбаров М. Н. (12.1.1915 — 1916)
- Дараган Д. И. (23.5.1916 — 12.1.1918)
- Николаев В. А. (1918)[3]